# Teredora princesae
Teredora princesae is een tweekleppigensoort uit de familie van de Teredinidae. De wetenschappelijke naam van de soort is voor het eerst geldig gepubliceerd in 1928 door Sivickis.